# Baicaliinae
Baicaliinae is een onderfamilie van weekdieren uit de klasse van de Gastropoda (slakken).

## Geslachten
- Baicalia Martens, 1876
- Maackia Clessin, 1880
- Pseudobaikalia Lindholm, 1909